# Lyell (Nouvelle-Zélande)
Pour les articles homonymes, voir Lyell.
Lyell est une ville fantôme de la région de la  West Coast située dans l’Île du Sud de la Nouvelle-Zélande.

## Situation
C’est le site d’une mine d'or historique et de la ville de Lyell, qui s’est développée avec dans les gorges du fleuve Buller dans le nord-ouest de l’Île du Sud de la Nouvelle-Zélande.
Elle siège sur le trajet de la State Highway 6/S H 6.
Sa localisation est maintenant celle d’un camping entretenu par le Departement de la Conservation.

## Histoire
La ruée vers l’or au niveau de Lyell survint en 1862 mais la ville disparue aussi vite qu’elle s’était développée.
Aucun des bâtiments initiaux ne persiste mais le chemin partant du camping conduit à un cimetière et une ancienne batterie de tri.